# 사진 전송 프로토콜
사진 전송 프로토콜(Picture Transfer Protocol, PTP)은 국제 이미징 산업협회(International Imaging Industry Association)에서 개발한 사진 전송 규약이다. 장치 드라이버가 없이도 디지털 카메라에 있는 사진을 컴퓨터나 다른 주변기기로 전송할 수 있다. 이 프로토콜은 ISO 15740에 표준으로 정의되어 있다.
USB Implementers Forum에서는 still image capture device class로 표준을 정해 놓았다. USB 방식은 PTP 기기들이 사용하는 기본 전송 매체이다. 그리고 USB PTP는 디지털 카메라를 연결할 때, USB MSC의 대체 용도로 쓰이기도 한다. 어떤 카메라들은 PTP, USB MSC 둘 다 사용할 수 있다.

## 약점
- 복사나 다시쓰기를 하지 않고 파일의 이름을 직접 바꿀 수 없다.
- 파일 내용 수정이 불가능하다.

## 같이 보기
- Design rule for Camera File system
- PictBridge